# Mu Tao
Mu Tao (chinesisch 穆涛, Pinyin Mù Tāo; * 28. April 2000) ist ein chinesischer Tennisspieler.

## Karriere
Zwischen 2014 und 2018 spielte Mu auf der ITF Junior Tour. Dabei nahm er in den letzten an einem Grand-Slam-Turnier teil, 2016 und 2017 jeweils an den Australian Open, wo er früh ausschied. 2018 nahm er an allen vier Turnieren teil und erreichte mit dem Halbfinale bei den Wimbledon Championships sein bestes Resultat. Er unterlag dort dem taiwanischen späteren Turniersieger Tseng Chun-hsin. Turniersiege feierte er nur bei Turnieren der niedrigeren Stufe Grade 2 und Grade 3. 2018 nahm er auch an den Olympischen Jugend-Sommerspielen teil ohne eine Medaille zu gewinnen. Im August 2018 war sein Karrierehoch Platz 13 der Jugend-Rangliste.
Bei den Profis gewann Mu 2017 erste Punkte für die Tennisweltrangliste. Es dauerte aber bis 2022, dass er erste Erfolge verzeichnen konnte und auf der drittklassigen ITF Future Tour über das Viertelfinale hinauskam. In diesem Jahr gewann er zwei Titel und verbesserte sich auf Rang 570, nachdem er zuvor nur außerhalb der Top 1000 platziert war. 2023 kam er bei keinem Future über das Halbfinale hinaus. Auch auf der ATP Challenger Tour gelang ihm kein Matcherfolg. Durch eine Wildcard kam Mu im September 2023 zu seinem Debüt auf der ATP Tour in Chengdu. Im Einzel traf er auf Corentin Moutet, dem er in zwei Sätzen unterlag. 2023 wurde Mu auch das erste Mal für die chinesische Davis-Cup-Mannschaft nominiert, als er im Doppel in der Partie gegen Mexiko unterlag. Sein Karrierebestwert von Rang 509 datiert auf Juni 2023.